# 9854 Karlheinz
9854 Karlheinz eller 1991 AC3 är en asteroid i huvudbältet som upptäcktes den 15 januari 1991 av den tyske astronomen Freimut Börngen vid Tautenburg-observatoriet. Den är uppkallad efter den tyske amatörastronomen Karlheinz Müller.
Asteroiden har en diameter på ungefär 5 kilometer.